# Astiella
Astiella là một chi thực vật có hoa trong họ Thiến thảo (Rubiaceae).

## Loài
Chi Astiella gồm các loài: